# Himera
Himera (starogrško Χίμαιρα, Chimaira) je v grški mitologiji pošast z levjo glavo, kozjim trupom in zmajskim repom. Himera je bila ena od potomcev Tifona in Ehidne in sestra takih pošasti, kot so Kerber in Lernejska Hidra. 
Najbolj znana likovna upodobitev Himere je etruščanski kip, imenovan »Himera iz Arezza« (po mestu v Italiji, v katerem so ga našli).
Po legendi naj bi se z njo spopadel grški junak Belerofont.

## Klasični viri
Mite o Himeri je mogoče najti v Psevdo-Apollodorusovi Bibliotheca (knjiga 1), Homerjevi Iliadi (knjiga 6); Hyginusovi Fabulae 57 in 151; Ovidovih Metamorfozah (knjiga VI 339, IX 648) in Heziodovi Theogoniji 319ff. 
Virgil v Eneidi (knjiga 5) Uporabi Himero za ime velikanske ladje dirko Gyas', z možnostjo alegoričnega pomena v sodobni rimski politiki.

## Hipoteza o izvoru
Plinij starejši citira Ktezija in Fotija, ki sta identificirala Himero s površino trajnih zračnikov plina, ki jih še danes najdejo pohodniki na Likijski pohodni poti v jugozahodni Turčiji. V turščini imenovane Yanartaş (goreče skale) sestavlja približno dva ducata zračnikov v tleh, ki so združeni v dveh lisah na hribu nad Hefajstovim templjem približno 3 km severno od Çıralıja, v bližini starodavnega Olimpa v Likiji. Zračniki oddajajo metan, ki izhaja iz metamorfnih kamnin, kar so starodavnih včasih imeli za svetilnike po katerih so ladje uravnavale smer vožnje.